# Chaussée Bocquaine
La  Chaussée Bocquaine  est une voie de la commune de Reims, située dans le département de la Marne, en région Grand Est.

## Situation et accès
Elle débute rue de Vesle et aboutit rue des Maraîchers. Elle est piétonne sur la partie en face du Stade Auguste-Delaune.

## Origine du nom
Elle prend son nom en 1856 et fait référence au nom du propriétaire d’une blanchisserie du nom de Bocquaine.

## Historique
La chaussée est baptisée en 1856 du nom du propriétaire d’une blanchisserie au XVIIIe siècle. 
Elle partait de la Rue de Vesle et elle était bordée au début par des lavoirs publics des 2 côtés. 
En 1925, elle a été prolongée jusqu’à la rue Fléchambault, non encore bâtie à l’époque.

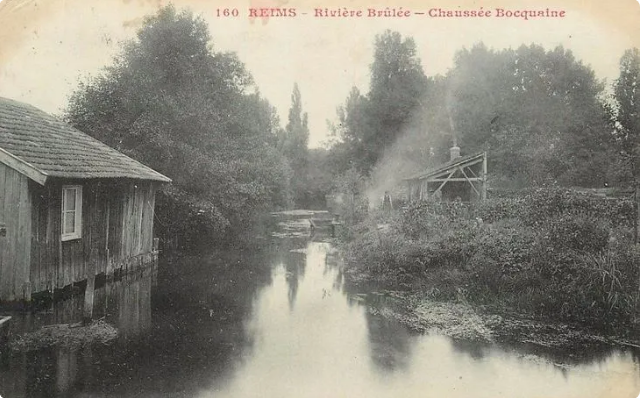
Lavoirs sur  rivière Brulée Chaussée Bocquaine

## Bâtiments remarquables et lieux de mémoire
- Comédie de Reims,
- Centre International de Séjour de Champagne,
- Parc du pont de Vesle,
- Stade Auguste-Delaune,
- Parc Léo-Lagrange,
- Complexe René-Tys,
- Caserne des pompiers de Reims-Marchandeau.

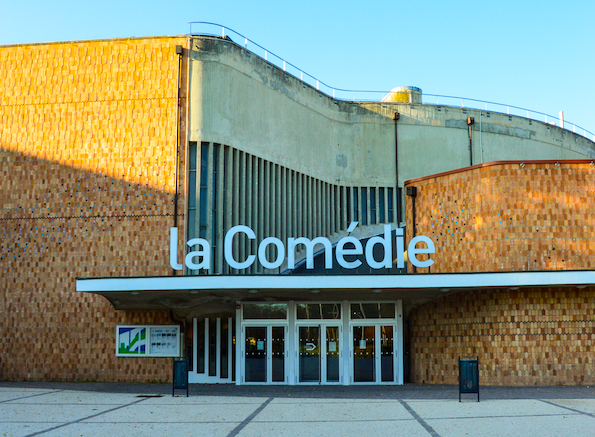
La Comédie,
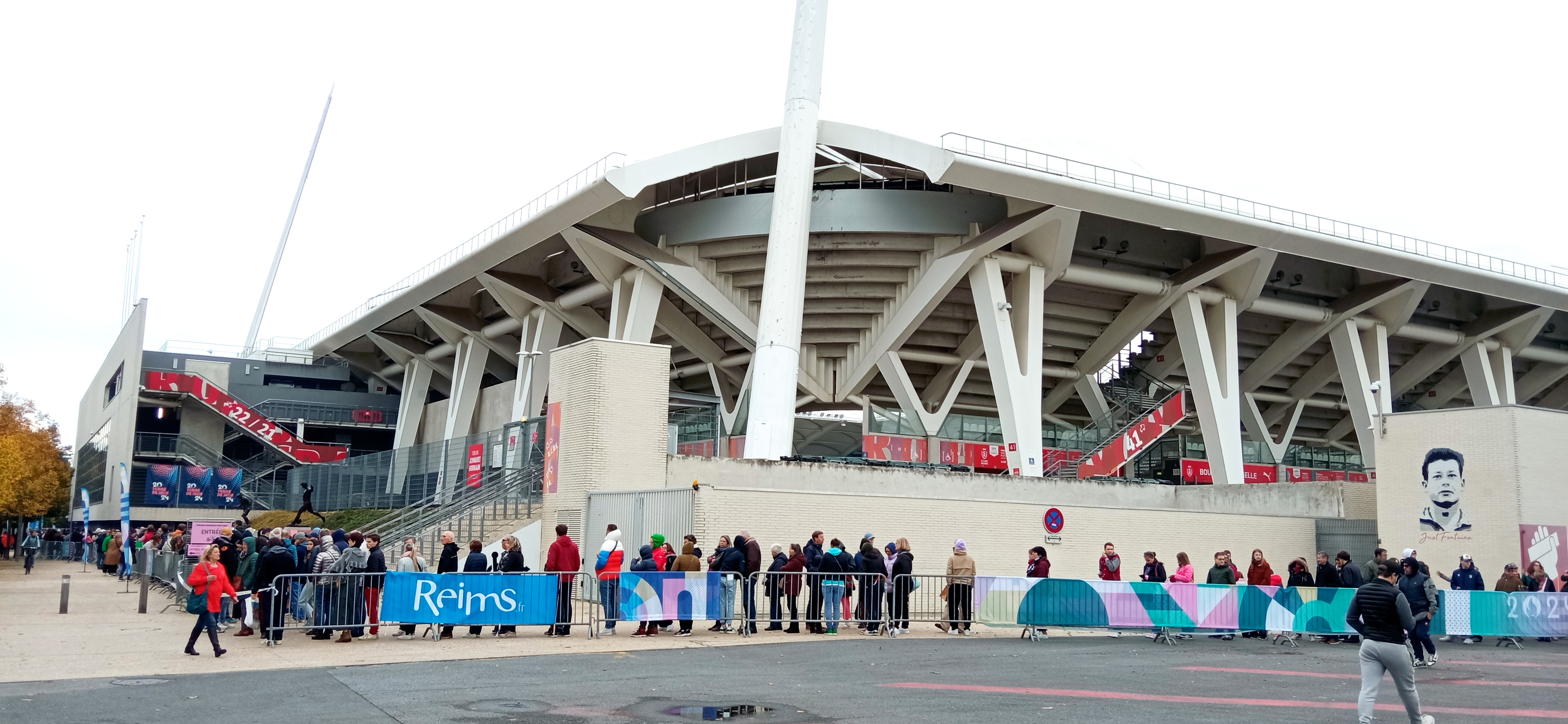
Stade Delaune et hommages à Just Fontaine et Raymond Kopa,
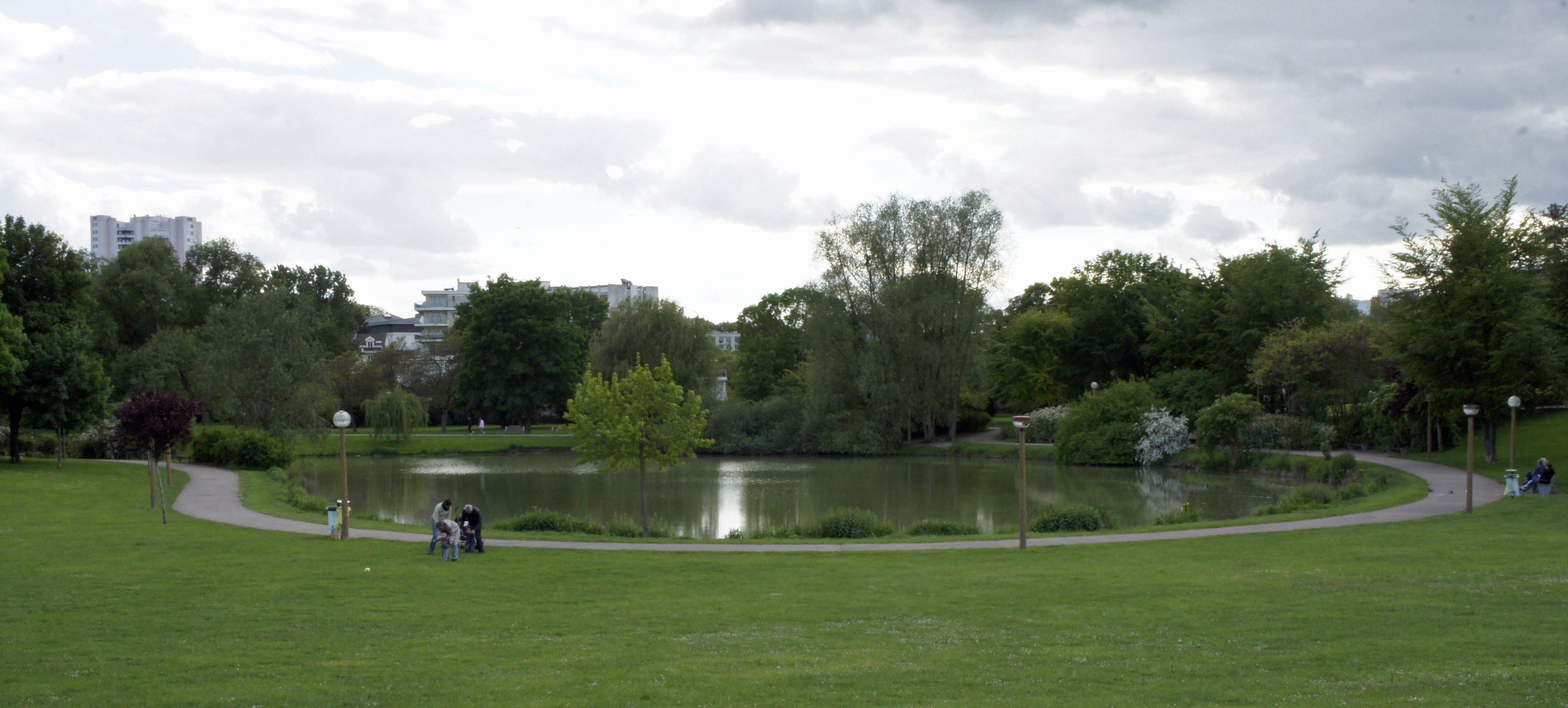
Parc Léo Lagrange,
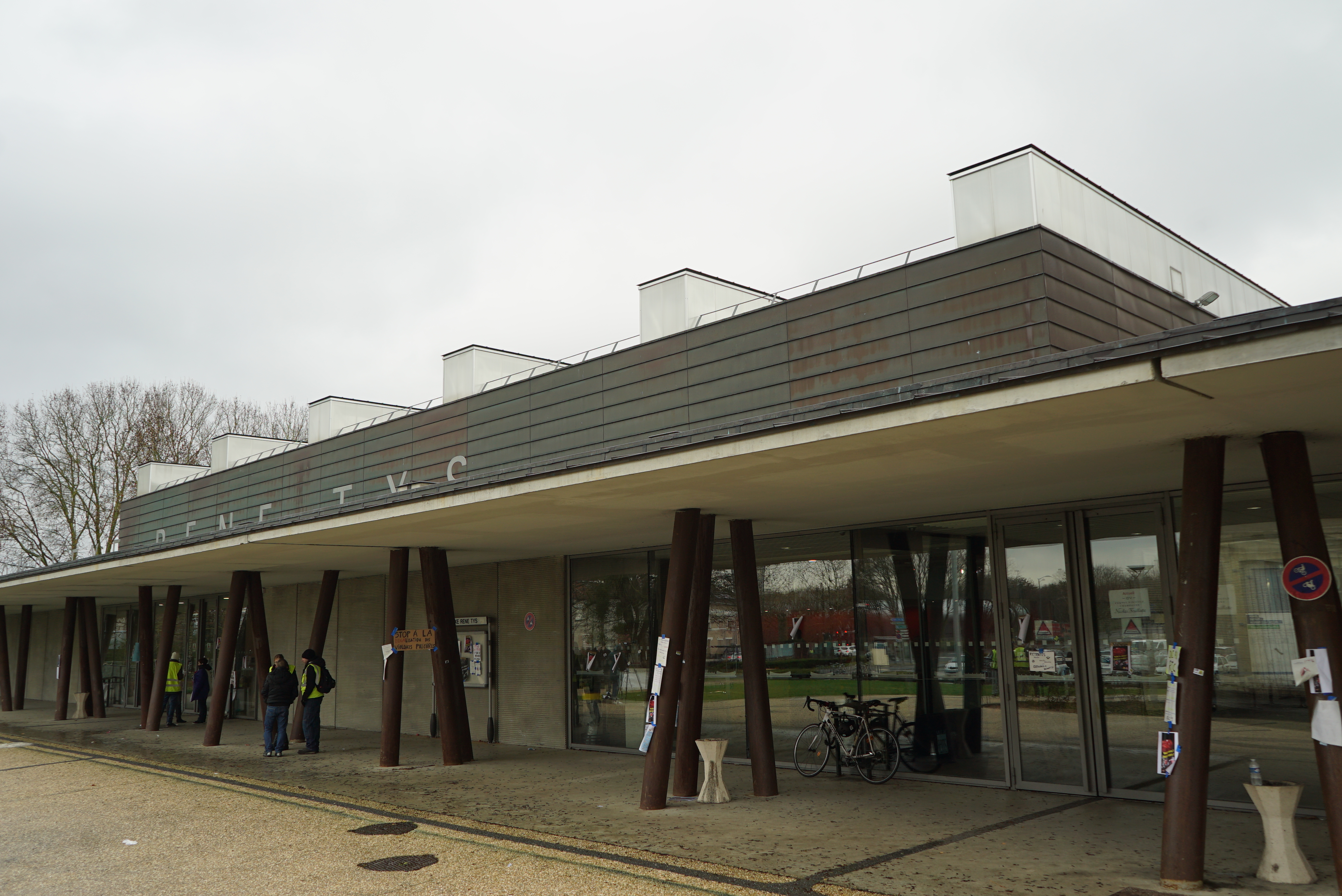
complexe René Tys,
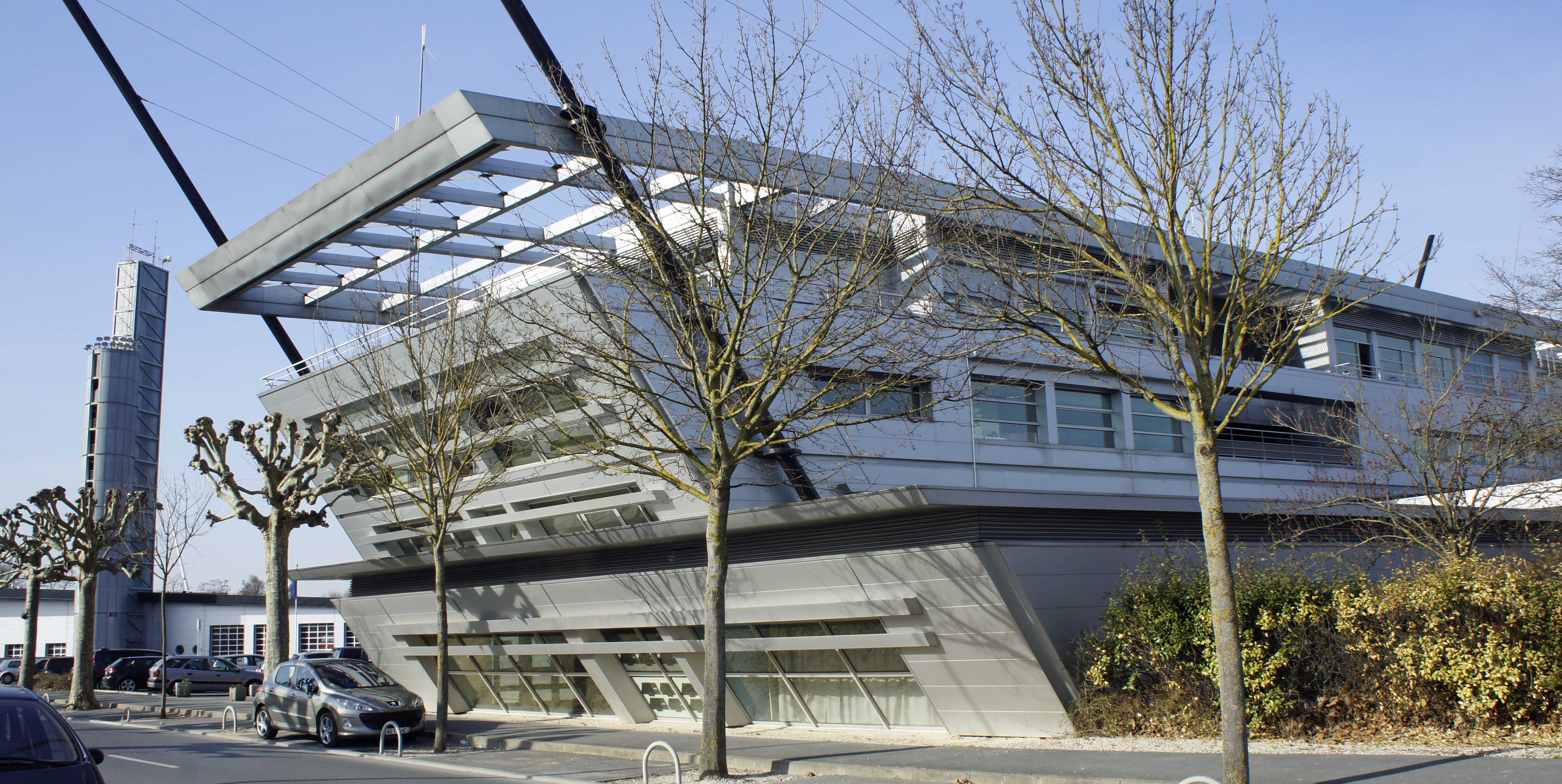
caserne de pompiers.